# Агуяри, Лукреция
Лукреция Агуяри или Аюгари (итал. Lucrecia Aguiari или Agujari; 1743—1783) — итальянская певица, сопрано. Она обладала необычайно гибким голосом с большим вокальным диапазоном, охватывавшим чуть более трёх с половиной октав; способностями, позволявшими ей выполнять самые сложные пассажи. В письме от 24 марта 1770 года Леопольд Моцарт писал о том, что слышал, как она исполняла «до» на октаву выше высокого «до» в герцогской опере Пармы: «Я не мог поверить, что она смогла достичь „до сопрано акуто“, но мои уши убедили меня». Олдос Хаксли также упомянул об этом событии в своём романе «О дивный новый мир» (неправильно написав фамилию певицы «Аджугари»).

## Биография
Родилась в Ферраре. Будучи побочной дочерью одного вельможи, который поручил её образование аббату Ламбертини, она получила прозвание «la bastardella». Восторг слушателей как в Италии, так и особенно в Англии вызывали необыкновенная быстрота и верность вокализации в чрезвычайно высоком регистре сопранных нот.
Любопытная особенность Лукреции заключалась в том, что она обладала ярко выраженной хромотой, которая, по сообщениям, была результатом того, что собака или свинья съели часть её ноги, когда она была ребёнком.
Агуяри училась у Брицио Петруччи в Ферраре, а затем получила дальнейшее образование в монастыре во Флоренции, где брала уроки пения у аббата Ламбертини. В 1764 году она дебютировала в профессиональной опере во Флоренции, а в следующем году выступала в оперных театрах Падуи, Лукки и Вероны. В 1766 году она выступала в Генуе, Лукке и Парме; впоследствии она стала придворной певицей в Парме в 1768 году. В том же году в Неаполе она исполнила заглавную партию на мировой премьере пьесы Паизиелло «Свадьба Пелея и Тетиды» («Le nozze di Peleo e Tetide») по случаю бракосочетания короля Неаполя и Обеих Сицилий Фердинанда IV и австрийской эрцгерцогини Марии Каролины. У Агуяри также были большие успехи в Милане, Париже и Лондоне. Нет никаких документов, подтверждающих сообщения о том, что она была романтически связана с композитором Йозефом Мысливечеком в начале своей карьеры, несмотря на многие сообщения, появляющиеся в музыковедческой литературе. Никаких упоминаний о любовной связи с Мысливечеком не было до публикации пятого издания «Музыкального словаря Гроува» (1954).
В 1780 году она покинула сцену и вышла замуж за капельмейстера Колла в Парме, сочинения которого всегда любила петь.